# Pelina nitens
Pelina nitens är en tvåvingeart som beskrevs av Friedrich Hermann Loew 1873. Pelina nitens ingår i släktet Pelina och familjen vattenflugor. Inga underarter finns listade i Catalogue of Life.